# روزنامه عدل مظفر
روزنامهٔ عدل مظفر نام یکی از نشریات دوران مشروطه در همدان است. در سال ۱۳۲۴٫ق علی‌خان ظهیرالدوله، به منظور پیشبرد مقاصد آزادی‌خواهی خود، مجلسی از نمایندگان اصناف شهر به نام مجلس فواید عمومی همدان تشکیل داد. منظور اصلی ظهیرالدوله از تشکیل این مجلس به پشتیبانی خواندن اقشار مختلف مردم از حکومت خود و ایجاد جبهه‌ای علیه زورگویان و زرمداران بود.

برای یک دوره شش ماهه، ۵۳ نفر از نمایندگان اصناف، تجار، یهودیان و ارامنهٔ همدان، انتخاب شدند و مجلس شروع به فعالیت نمود. مجلس فواید عمومی راجع به کنترل و قیمت‌گذاری ارزاق عمومی و اوضاع بهداشتی، اقتصادی و سیاسی شهر فعالیت داشت و حتی در این خصوص مسائلی را به تصویب می‌رساند و در مواردی بازوی اجرایی مصوبات مجلس حاکم همدان محسوب می‌گردید. روزنامه عدل مظفر، روزنامهٔ ارگانی این مجلس مردمی بود. مجلس فواید عمومی اطلاعیه و خبرهای خود را از طریق این روزنامه به اطلاع مردم می‌رساند.

در سال۱۳۲۵٫ق روزنامه اکباتان به جای عدل مظفر با همان مدیریت انتشار یافت.